# 合志市立西合志東小学校
合志市立西合志東小学校（こうししりつ にしごうしひがししょうがっこう）は、熊本県合志市にある小学校。

## 沿革
- 1983年4月 - 西合志南小学校から分離し西合志町立西合志東小学校開校
- 2006年2月27日 - 合志市立西合志東小学校と改称
- 2009年-特別棟竣工、落成
- 2010年-大規模工事開始
- 2012年-開校30周年
- 2021年4月1日 - 一部を合志楓の森小学校に分離。

## 周辺
- 黒石駅
- 三ツ石駅
- 合志市立西合志南中学校